# Ault (Kolorado)
Ault – miasto w Stanach Zjednoczonych, w stanie Kolorado, w hrabstwie Weld.